# خادم بیگ تالش
خادم بیگ تالش (درگذشت ۲۳ اوت ۱۵۱۴) سیاست‌مدار، فرمانده نظامی و صوفی تالش‌تبار اهل ایران صفوی بود.  خادم بیگ از فرزندان سلطان علی صفوی بود برادرش اسماعیل میرزا مشاور مهم شاه اسماعیل (حدود ۱۵۰۱-۱۵۲۴ میلادی) بود. او در جنگ چالدران کشته شد.

## زندگی
خادم بیگ در بسیاری از مبارزات شاه اسماعیل به‌ویژه در جنگ علیه عراق عرب شرکت داشت. در سال ۱۵۰۸ میلادی، شاه اسماعیل بغداد را فتح کرد و او را به‌عنوان نخستین فرماندار بغداد و کل استان منصوب کرد. او همچنین رئیس دفتری بود که وظیفه نظارت بر حرم مطهر کربلا را دارا بود. وی پیش از تصدی فرمانداری بغداد، امیر دیوان (بعداها دیوان‌بیگی نامیده می‌شد) امپراتوری صفوی بود.
وی همچنین از سال ۱۴۹۸ میلادی سمت خلیفه‌الخلفا را در استان بغداد داشت.

## خانواده
یادگار علی سلطان تالش، نوه خادم بیگ در مدت کوتاهی میان سال‌های ۱۶۲۶ تا ۱۶۲۷ میلادی خلیفه‌الخلفا شد و پسرش بدر خان سلطان تالش جانشین او شد